# Met Esra is alles goed
Met Esra is alles goed is het achtentwintigste stripalbum uit de stripreeks Jeremiah. Het album is geschreven en getekend door Hermann Huppen. Van dit album verschenen tot nu toe een druk, bij uitgeverij Dupuis in de collectie Spotlight, in 2008.

## Inhoud
De twee hoofdpersonen komen eens te meer ongewild in een conflictsituatie terecht. In een stadje worden sinds korte tijd de hoofden van oude mannen terug gevonden. De politie tast in het duister van het hoe en waarom en wil al te grote schandalen liefst met alle middelen bedekt houden. Kurdy en Jeremiah krijgen het bovendien aan de stok met twee hulpagenten, die even dom als verwaand zijn. Als ze de stad verlaten worden ze achtervolgd en moeten ze vluchten en vechten voor hun leven. 